# Malemort-sur-Corrèze
Malemort-sur-Corrèze è un comune francese soppresso e frazione del dipartimento della Corrèze nella regione dell'Aquitania-Limosino-Poitou-Charentes. Dal 1º gennaio 2016 si è fuso con il comune di Venarsal per formare il nuovo comune di Malemort.

## Società

### Evoluzione demografica
Abitanti censiti